# Ghoukas Indjidjian
Luc Indjidjian ou Ghoukas Indjidjian (en arménien Ինճիճեան Ղուկաս), né à Constantinople le 17 mars 1758 et mort à Venise le 2 juillet 1833, est un moine catholique et géographe arménien. Il est membre de la congrégation des pères mékhitariste au sein du monastère San Lazzaro à Venise.

## Œuvres
Il a laissé : Description géographique de l'Arménie ancienne, 1822, in-4; Histoire contemporaine, 8 vol. in-8, 1828; Antiquités de l'Arménie, en arménien, 3 vol. in-4°, Venise 1835, renfermant des détails intéressants sur les usages, l'histoire et la géographie de l'Arménie ancienne; Géographie de l'Arménie moderne.
Il a également écrit une Description de l'ancienne Géorgie turque.